# Genowefa Wydrych
Genowefa Wydrych (ur. 15 marca 1933) – polska aktorka teatralna i filmowa.

## Życiorys
Debiut teatralny - 15 marca 1958 roku. Występowała w teatrach: im. Wandy Siemaszkowej w Rzeszowie (do 1962 roku), im. Wojciecha Bogusławskiego w Kaliszu (1962-63), Dramatycznym im. Jana Kochanowskiego w Opolu (1963-67), Polskim w Bydgoszczy (1967-69), Współczesnym we Wrocławiu (1969-89) i im. Juliusza Słowackiego w Krakowie (1989-95).

## Filmografia
- 1980: Bo oszalałem dla niej – Kolatowska, żona Romana
- 1980: Misja
- 1980: Panienki – pielęgniarka
- 1980: Smak wody – przyjaciółka Marii
- 1982: Popielec – matka Bebloka (odc. 1 i 6)
- 1983: Dolina szczęścia – Kamińska
- 1986: Na kłopoty… Bednarski (odc. 6)
- 2004–2010: Pierwsza miłość Karwasińska, pacjentka oddziału ginekologii
- 2005–2006: Warto kochać – Aniela
- 2006: Fala zbrodni – Olga, szefowa burdelu (odc. 58)
- 2008: Nie kłam kochanie – pani Zosia, sąsiadka Paprockich
- 2009: Nie opuszczaj mnie – portierka w szpitalu